# Cultura de Taiwan
A cultura de Taiwan é bastante diversificada. Dos antigos dias da colonização chinesa Han à transferência do governo central dos nacionalistas em 1949 ao mais recente influxo da influência cultural ocidental, a República da China tem passado por grandes mudanças culturais e tem adotado culturas de diferentes grupos étnicos. Atualmente, a Ópera de Pequim, a cultura aborígene, as marionetes taiwanesas, a moderna dança ocidental, as apresentações dos fantoches e diferentes tipos de drama coexistem em Taiwan.

## Resgate cultural
Após várias décadas de rápido desenvolvimento econômico e social, as pessoas em Taiwan começaram a prestar mais atenção às suas raízes culturais.
Para colocar a ilha no cenário artístico global, foram estabelecidos planos como exposições e apresentações para atividades artísticas internacionais e culturais. Taiwan espera transformar-se em um centro de criatividade para a música pop em língua chinesa e exibição artística.

## Gastronomia
Na República da China, a pergunta "como vai" é substituída por "já comeu?". Os primeiros chineses vieram da Província de Fukien, no continente e trouxeram sua culinária, agregando, a ela, influências de outras regiões da China e até do Japão.
Nos mercados noturnos de Taipei, aventureiros comem a omelete com ostras, iguaria de Taiwan. Há pratos com caldo (nem sempre quente), em que os taiwaneses usam muito ingredientes frescos, como pescados inteiros e moluscos e o abalone, preso em meia concha.
É comum encontrar rolinhos fritos recheados de camarão e caranguejos cozidos no vapor, bem chineses. Mas, além dos frutos do mar, o frango e o tofu são muito consumidos, assim como o gengibre.
Servido ao final das refeições, o chá é digestivo e estimula a mente. Nos banquetes, há um prato a mais que o número de participantes e, ao lado das garrafas de cerveja, os taiwaneses bebem saquê (vinho de arroz) em copinhos pequenos. E, quando alguém sugere um energético campei, o drinque mais forte deve ser bebido de uma só vez, até o final.

## Cinema
O cinema de Taiwan ganhou expressão mundial entre o final dos anos 1990 e dos anos 2000, principalmente por meio dos trabalhos dos diretores Hou Hsiao-Hsien, Edward Yang, Ang Lee e Tsai Ming-Liang (que, apesar de malaio, realiza suas obras em Taiwan).

## Festividades
Os festivais tradicionais são eventos importantes na vida de todo taiwanês, começando desde a infância. Festivais tais como o Ano Novo Chinês, o Festival do Barco do Dragão, o Festival do Meio-Outono e o Festival do Solstício do Inverno são mais ou menos distribuídos uniformemente pelas quatro estações.
Na tradicional sociedade de Taiwan, os festivais serviam para marcar a passagem do tempo. Os estilos de vida das pessoas da Taiwan de hoje têm inegavelmente mudado muito desde aquelas épocas e as pessoas, agora, agem de acordo com um conceito diferente de tempo, mas a importância dos festivais tradicionais em suas vidas não diminuiu.